# Самбори
Самбори (пол. Sambory) — село в Польщі, у гміні Візна Ломжинського повіту Підляського воєводства.
Населення — 58 осіб (2011).
У 1975—1998 роках село належало до Ломжинського воєводства.

## Демографія
Демографічна структура станом на 31 березня 2011 року:
|          | Загалом | Допрацездатний вік | Працездатний вік | Постпрацездатний вік |
| -------- | ------- | ------------------ | ---------------- | -------------------- |
| Чоловіки | 33      | 2                  | 27               | 4                    |
| Жінки    | 25      | 2                  | 13               | 10                   |
| Разом    | 58      | 4                  | 40               | 14                   |